# Krasznij Jar-i járás

A Krasznij Jar-i járás a Szamarai területen

A Krasznij Jar-i járás (oroszul Красноярский район) Oroszország egyik járása a Szamarai területen. Székhelye Krasznij Jar.

## Népesség
- 1989-ben 50 945 lakosa volt.
- 2002-ben 55 027 lakosa volt, melynek 84,5%-a orosz.
- 2010-ben 54 497 lakosa volt, melynek 81,5%-a orosz, 3,6%-a mordvin, 3,1%-a tatár, 3%-a csuvas, 3%-a kazah.